# Refugio Nacional de Vida Silvestre de la Península de Alaska
El Refugio Nacional de Vida Silvestre de la Península de Alaska es una zona protegida de 14.472 km² del Sistema Nacional de Refugios de Vida Silvestre en la Península de Alaska, en el estado estadounidense de Alaska. Consta de tres partes a lo largo de la cadena de las Aleutianas en la costa del Pacífico y forma parte de una cadena de refugios de vida silvestre en la península que incluye el parque nacional de Katmai, el Refugio Nacional de Vida Silvestre de Becharof, el Refugio Nacional de Vida Silvestre de la Península de Alaska, el Monumento Nacional y Reserva de Aniakchak y el Refugio Nacional de Vida Silvestre de Izembek. El paisaje presenta cordilleras y volcanes escarpados, tundras y regiones costeras. La reserva está catalogada por la Unión Mundial de la Naturaleza como categoría IV (zona de protección de biotopos y especies).

## Fauna

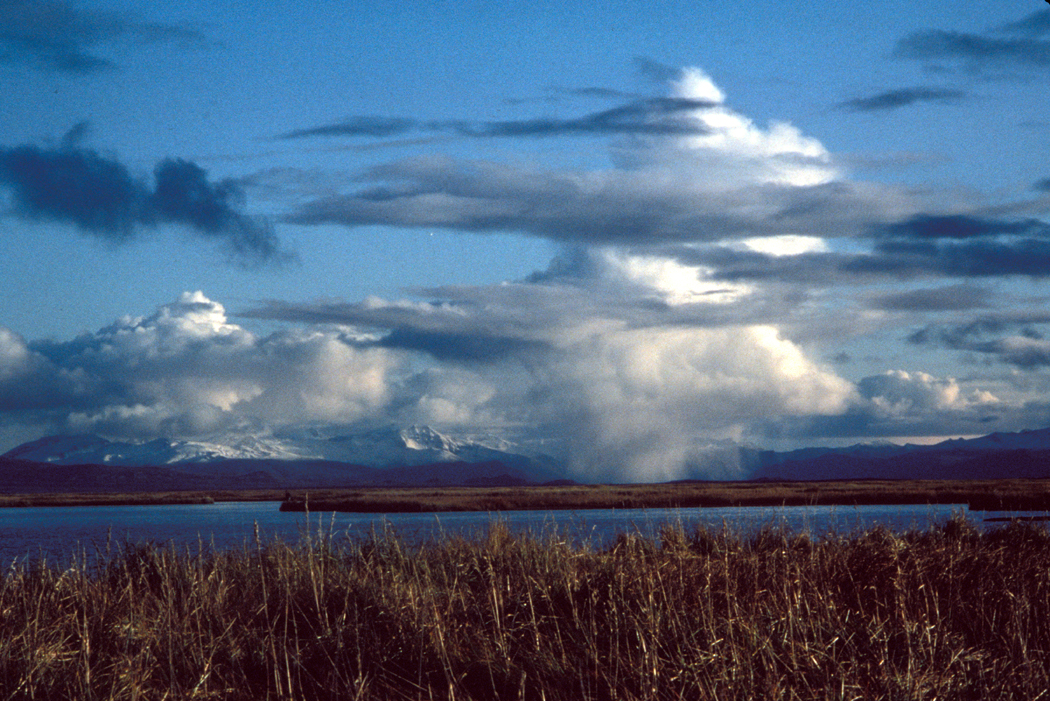
Los humedales con montañas al fondo

Los abundantes salmones son la fuente de alimentación de una gran población de osos pardos en el refugio, mientras queno hay osos negros. En el refugio viven la manada de renos de la península del norte de Alaska, con unos 7.000 animales, lobos y glotones. Los alces se observaron por primera vez a principios del siglo XX y sólo han estado presentes en cantidades significativas desde la década de 1950.
El litoral del refugio alberga nutrias marinas, focas de puerto y leones marinos. Las ballenas surcan las aguas de la península de Alaska en sus migraciones. Los humedales y las regiones costeras del refugio proporcionan un hábitat y un lugar de anidación para una gran variedad de aves acuáticas.

## Historia
El 2 de diciembre de 1980, la Ley de Conservación de Tierras de Interés Nacional de Alaska designó 14.421 km² en la península de Alaska como refugio con el nombre de Refugio Nacional de Vida Silvestre de la Península de Alaska. En 1983, el Servicio de Pesca y Vida Silvestre de los Estados Unidos fusionó la gestión de las unidades de Ugashik y Chignik del Refugio con la del Refugio de Becharof y la unidad de Seal Cape del Alaska Maritime NWR. La unidad de Pavlof, en el suroeste, está cogestionada por la administración del NWR de Izembek.